# カシム港
ムハンマド・ビン・カーシム港(ウルドゥー語: بندر گاہ محمد بن قاسم，英語: Port Muhammad Bin Qasim)は、広義のカラチ港の一角を占めるパキスタンの港湾である。

## 概要
港の名前は、712年にこの地域を征服したムスリム将軍ムハンマド・ビン・カシムに由来している。
カーシム港港湾局によって運営されている。年間1,700万トンを荷役する、パキスタン第二位の港湾であり、同国の貨物の約35%を扱う。カラチ市中心部から35キロメートル東にあり、港湾地区は45平方キロメートルの規模を誇る(隣接する4平方キロメートルの工業団地部分を含む)。パキスタン全土へのアクセスに優れており、高速道路から15キロメートル、パキスタン鉄道へ14キロメートル、ジンナー国際空港へは22キロメートルの距離にある。
カラチ港の混雑を緩和するために1970年代の終わりに建設された。インダス川デルタの近く、パキスタン製鋼所に接近して建設された。カシム港の住宅地区はカラチのビン・カシム町の近隣に位置する。

## ターミナル
港湾には9つの荷役用バースがある。
- 200メートルの長さを持つ、4つの多目的バースを備えた多目的ターミナル
- 300メートルの長さを持ち、2つのバースからなるコンテナヤードであるQICT(Qasim International Container Terminal)
- Engro Vopak Chemical Terminal(1バース)
- Fotco石油埠頭 - 現在は1バースだが、4つまで拡張可能
- パキスタン製鋼所用の鉄鉱石および石炭用バース(長さ279メーター)

港湾部同様、河口での潮の変化は、0.5〜3.5m程度ある。港湾は、海岸部からのアクセスだけでなく、道路網や鉄道網を通じて後背地との関係が深い。

## 環境に対する影響
港湾周辺地区は、人間の活動からの脅威に絶えずさらされたいくつかのマングローブ林を含んでいる。
ギリシア船籍のTASMAN SPIRITが2003年8月に座礁した際、水路から西側の海岸は油漏れによる被害を受け、多数の魚やカメ、ならびにマングローブ林に重大な影響を及ぼした。